# Lutzomyia capixaba
Lutzomyia capixaba är en tvåvingeart som beskrevs av Dias E. S., Falcão A. L., Silva J. E., Martins A. V. 1987. Lutzomyia capixaba ingår i släktet Lutzomyia och familjen fjärilsmyggor. Inga underarter finns listade i Catalogue of Life.